# 愛犬スパーキーのおホモだち
愛犬スパーキーのおホモだち（Big Gay Al's Big Gay Boat Ride）は、コメディ・セントラルのテレビ番組「サウスパーク」のエピソード。
この回は1997年9月3日に放送された。

## あらすじ
アメリカン・フットボールの試合を控えたスタンだったが、彼には悩みがあった。それは彼の愛犬スパーキー（声：ジョージ・クルーニー 
）がゲイで、他のオス犬とくっついてしまうことだった。
悩んだスタンは授業後、ギャリソン先生にゲイがどういうものかということを尋ねた。しかし彼はゲイは非常に不快な存在だと答えた。
スタンと衝突したスパーキーは、最終的にビッグ・ゲイ・アルの元へ来た。
試合が始まる前、ジンボたちはミドルパークのマスコットであるウマに爆弾を仕掛けた。
試合が始まってもスタンは現れず、サウスパーク小学校のアメリカンフットボールチームは壊滅的な敗北状態にあった。
そんな中、スタンはビッグ・ゲイ・アルのところへ来て、ゲイと言うものの存在を教えてもらった。
スタンが戻ったチームは負けてしまったものの、たくさんの点を稼いだ。

## 制作

### テーマ
『愛犬スパーキーのおホモだち』は、スパーキーとビッグ・ゲイ・アルという2人の同性愛者を通じて、同性愛についての問題提起を行っている。（なお、この二者は第5シーズンの『ティミーまじギレ!バリトゥード』(原題："en:Cripple Fight"）という回で重要な役割を演じている 。
『愛犬スパーキーのおホモだち』は、スタンの飼い犬であるスパーキーが他の雄犬と付き合おうとすることに対し、スタンは当初彼がゲイであることを知って怒りと戸惑いを見せていたが、物語終盤、スタンは皆の前で同性愛を受け入れ、『僕らは、どんな人間であろうとも他人を受け入れるべきだ』と皆の前で宣言した。
ビッグ・ゲイ・アルの舌足らずなしゃべり方や、アスコット・タイ（en:ascot tie）を含む派手な服装は、ゲイのステレオタイプを誇張したものである。視聴者の中にはこのような表現が控えめであると考えている者がいる一方、皮肉としてこのステレオタイプが使われていると考えているコメンテーターもいる。 ウィスコンシン大学マディソン校の大学院生Nick Marx とMatt Sienkiewiczは、「これらのエピソードはより広大なウェブの一部としてではなく、『ザ・シンプソンズ』のような方法をとることによって、情報を発信するメディアとして機能している」と、2009年に発表した論文の中で記している。
『愛犬スパーキーのおホモだち』は、スパーキーの行動に反応するスタンたちを通じて同性愛に対する人々の反応を風刺している。
たとえば、スタンは同性愛が何であるかも知らないのものの、それが良くないものであることを認識している。また、カートマンはスタンに「スパーキーもショッピングモールでレザーのパンツを買うんだろうな」と冷やかす場面があり、この場面はゲイの男性は皆皮革製品を身につけるという固定観念を風刺している 。
さらに、この回では、ジェリー・ファルエルやフレッド・フェルプスといった聖職者を含む、LGBTの人々を攻撃する宗教関係者や右翼活動家といった人々が放つ同性愛に対する憎しみや誤解についても風刺している。このことは、マキシ神父がスパーキーの中から同性愛を祈りによって追い出そうとしたり、ギャリソン先生が自分の性別に由来する内在化した恐怖から、同性愛を非難することによって描かれている。
ガーディナーは、この回に寄せたコメントをもとに、 サウスパークにおける『クィア・ライフ』は、寛容に乏しく多形倒錯的で、それでいて同性愛を受け入れる理由があいまいであるとして、実際の同性愛に対して攻撃である話している。

## 評価
この回はプライムタイム・エミー賞アニメーション番組部門（30分以内) にノミネートされ 、LGBTを題材にした作品に贈られるとされるGLAADメディア賞にもノミネートされた。
また、IGN では10点満点中8.4点という評価が出た。